# マリカー裁判
マリカー裁判（マリカーさいばん）は、任天堂が公道ゴーカート運営業者に対して知的財産権侵害の差し止めと損害賠償を請求した日本の裁判。

## 概要
東京都内に所在する株式会社マリカーという企業は、公道を走ることができるゴーカートのレンタル業を行っていた。このゴーカートのレンタルの際には、テレビゲームのキャラクターであるマリオなどに扮することができる衣装のレンタルも行っていた。このことにより、ゲームソフトであるマリオカートさながらの雰囲気で東京の公道を走ることができるようにしていた。このサービスは海外から日本に来た旅行者に人気で、利用者の7割は外国人であった。そして同社は「マリカー」の商標登録もしていた。これらのことに対して任天堂は「マリカー」とは「マリオカート」の略称であり社名に使用することは不正競争防止法違反であることと、マリオの姿で公道を走る姿を宣伝に使用することは著作権侵害に該当するとして、これらの差し止めと損害賠償を求めて東京地方裁判所に提訴した。

### 裁判
2018年9月27日に東京地方裁判所でこの裁判の判決が行われた。ここではマリカーから社名を変更したMARIモビリティ開発に対して、不正競争防止法や著作権法に反するとして損害賠償1000万円の支払いを命じる判決が言い渡された。ここでの判決文は84ページにもおよんでいた。この判決では不正競争行為については判断されていたものの、著作権侵害については踏み込まれていなかった。不正競争防止法での争点は、マリカーという商号の使用と、ドメインネームの使用と、キャラクターのコスプレを営業に用いる3つである。商号については、「マリカー」とは任天堂の表示として日本語では十分な周知性があると判断されて、株式会社マリカーがこれを営業上使用することは顧客を誤認させる不正競争行為であると判断された。ドメインネームも同様に不正であると判断された。キャラクターの衣装については、ゲームのマリオシリーズの世界での人気ぶりは凄く、ゲーム史上の最も有名なキャラクターで1位が世界認定されているほどである。このためキャラクター自体が任天堂が出所であるということを示すトレードマークであると認定された。そしてこれらのようなコスプレ衣装により、株式会社マリカーは、任天堂からの使用許諾があると誤認する恐れがあると判断された。この判決では、著作権についての判断は行われていなかった。コスプレ衣装での画像が著作権法違反については判断に及ばずとされた。コスプレ衣装を貸し出すことについては不正競争防止法で禁止したということを理由として判断されなかった。この判決にはMARIモビリティ開発と任天堂の双方が不服として控訴された。
2019年5月30日に知的財産高等裁判所は株式会社MARIモビリティ開発とその代表取締役に対して、知的財産権の侵害行為の差し止めと損害賠償を命じる中間判決を言い渡した。この中間判決では、地方裁判所での判決よりも広く任天堂の主張を認める判断がされた。この中間判決では論点は15個に整理されて、このうちの10個が判断されていた。地方裁判所での判決では「マリカー」や「MariCar」というのは日本語を解しない者の間では著名であったとは言えないために、外国語のみで表記されたホームページでの使用差し止めは認められなかったものの、この判決では「MARIO KART」という表示は外国でも著名と判断されたために、外国語のみのホームページで「MariCar」などと表示することも不正競争行為と認定されて差し止めが認められた。「maricar」を含むドメイン名については、地方裁判所での判決では、外国語のみのホームページで用いる場合には任天堂の営業上の利益を侵害しないとされ差し止めは認められなかったが、この判決では「maricar」は「MARIO KART」の表示と類似することから任天堂の営業上の利益を侵害するものと判断され差し止めが認められた。役員が職務を行うにあたって悪意か重大な過失があると認められたならば役員にも損害賠償責任があると規定されているのであるが、地方裁判所での判決では、MARIモビリティ開発の代表取締役には悪意か重大な過失があったとは認められないとして代表取締役個人への損害賠償請求は棄却されていた。対してこの中間判決では代表取締役は不正競争行為を行わないようにする義務があるのにその義務に違反したとして悪意か重大な過失があると判断されて、代表取締役個人に対する損害賠償請求も認められた。
2審である知的財産高等裁判所での判決は、MARIモビリティ開発に対してマリカーなどの標章の使用禁止、キャラクターの衣装貸し出し禁止、5000万円の損害賠償の支払いが命じられていた。この判決に対してMARIモビリティ開発は最高裁判所に上告していた。2020年12月24日に最高裁判所はMARIモビリティ開発の上告を退ける決定をしたために知的財産高等裁判所での判決が確定した。任天堂は控訴をするときに賠償金額を1000万円から5000万円に増額していた。